# Athetis andriai
Athetis andriai là một loài bướm đêm trong họ Noctuidae.